# Hollaback Girl
Hollaback Girl este un cântec în genul pop/hip hop compus de cântăreața americană Gwen Stefani și de producătorul american Pharrell Williams pentru albumul de debut al lui Stefani, Love. Angel. Music. Baby (2004). Cântăreața a pornit de la dorința de a scrie „o piesă dance fără pretenții”, cântecul rezultat având influențe din muzica pop și dance a anilor 1980. „Hollaback Girl” este replica lui Stefani la declarația făcută în revista „Seventeen” de cântăreața și actrița Courtney Love, în care Stefani a fost numită o majoretă.
Acesta a fost al treilea extras pe single de pe album, fiind lansat la începutul anului 2005. A devenit unul din cele mai de succes cântece ale anului, atingând primele zece poziții în majoritatea clasamentelor în care a intrat. A ajuns pe locul 1 în Australia și Statele Unite ale Americii, devenind prima piesă în format de descărcare digitală care s-a vândut în peste un milion de exemplare. „Hollaback Girl” a primit numeroase nominalizări, inclusiv la premiile Grammy („Best Female Pop Vocal Performance” – en. „Cea mai bună voce feminină de muzică pop” – și „Record of the Year” – en. „Discul anului”), cu toate că din partea criticilor de specialitate a obținut recenzii moderate.

## Compunerea piesei. Sursa de inspirație

O secțiune din partitura piesei Hollabck Girl

Stefani a lucrat cu The Neptunes, care produseseră hituri pentru artiști ca Britney Spears, Snoop Dogg și Justin Timberlake, când proiectul Love. Angel. Music. Baby. era la început; însă, din cauza unui blocaj al scriitorului, echipa a renunțat la colaborarea cu artista. Albumul fiind aproape terminat, Stefani și-a recăpătat încrederea în sine și a mai programat o sesiune cu The Neptunes. Interpreta a zburat în New York pentru a se întâlni cu Williams și după ce au terminat două cântece într-o săptămână, Stefani a încheiat sesiunea mai repede și se pregătea să plece acasă. Câteva minute mai târziu, Williams a chemat-o înapoi în studio pentru a mai compune o piesă. Stefani a spus „Eram obosită. Voiam să plec acasă, dar el a zis «Nu pleca încă»”.
Când s-a întors în studio, Williams i-a dat să asculte primul lui album solo, iar ea a devenit invidioasă. Încântată de acest material, a decis să mai compună un cântec cu acesta, cu toate că ea credea că albumul avea deja prea multe piese.
Pentru a căuta inspirație, Stefani și Williams au purtat o discuție lungă în care artista i-a spus că încă nu a compus un cântec despre intențiile ei de a urma o carieră solo. A remarcat că albumul nu conținea o piesă „de atitudine” și și-a amintit de un comentariu depreciativ pe care Courtney Love l-a făcut despre ea într-un interviu cu o revistă pentru adolescenți, Seventeen.

„Să fii faimos e ca în liceu. Dar eu nu vreau să fiu majoretă. Nu vreau să fiu Gwen Stefani. Ea să fie majoretă; eu sunt în fumoar.”

Stefani i-a răspuns în ediția de martie 2005 a revistei NME:

„Cândva cineva a spus în bătaie de joc că sunt o majoretă, cu toate că eu nu am fost niciodată așa ceva. Prin urmare, am spus: «Bine, du-te naibii. Vrei să fiu majoretă? Ei bine, asta am să fiu. Și voi cuceri lumea, doar stai să vezi».”

Stefani s-a gândit că unii dintre fanii No Doubt vor fi supărați din cauza carierei ei solo, comentând: „Probabil că erau ceva de genul: «De ce face acest album? Va distruge totul!»” Ea însăși a recunoscut că nu știa de ce înregistra un album solo. Pentru restul serii, Stefani și Williams au transformat această inspirație în versuri, într-un final piesa devenind „Hollaback Girl”. Cei doi au decis că Stefani nu avea nevoie de un răspuns pentru intențiile sale și că alegerile făcute de ea erau bazate pur și simplu pe ceea ce cântăreața credea că este corect sau greșit. Despre piesă, Stefani a spus că „pentru mine, este cea mai nouă piesă de atitudine pe care am auzit-o de ceva timp”. Williams a fost și el mulțumit de rezultat: „Gwen este precum o liceană care tocmai și-a găsit propriul stil”.
Din moment ce Stefani nu a menționat niciodată ce înseamnă cuvântul Hollaback, au circulat mai multe variante de interpretare. Cea mai acceptată se referă la faptul că o fată hollaback este aceea care răspunde în fața unei confruntări cu vorbe, dar Stefani preferă să ia inițiativa și să pună „piciorul în prag”.

## Structură
Piesa „Hollaback Girl” conține influențe din muzica electronică și din cea raggae. fiind de asemenea combinate elemente provenind din școala veche de hip hop cu altele de muzică dance Ritmul melodiei conține doar câteva sincope  compoziția fiind bazată pe ostinati.
Piesa este scrisă într-o tonalitate majoră în formă de cântec cuplet-refren, cu o punte între ultimele două refrene. Instrumentația este minimă și se remarcă ritmul simplist întreținut de bateristul electronic. La refren, o claviatură cântă un motiv de șase note, în timp ce Stefani repetă „this my shit”; la al doilea refren intervin alămuri. Întrucât motivul amintește de o defilare de majorete, piesa a fost comparată cu „Mickey” (1982) de Toni Basil.

## Critică
În recenzia pentru Love Angel Music Baby, Rolling Stone i-a acordat cântecului o recenzie pozitivă, la fel ca LAUNCHcast și allmusic. Richard Smirkle a descris discul ca fiind „o semnătura pregnantă a hip-hopului caracteristic celor de la The Neptunes”.  Revista Blender a numit melodia ca fiind a 11-a cea mai bună piesă a anului 2005, fiind apoi clasată pe locul 5, la egalitate cu „Welcome to Jamrock” a lui Damian Marley, în urma voturilor mai multor critici muzicali.

Stefani, reprezentată în Celebrity Deathmatch, silabisind numele unor plante.

Pe de altă parte, Jason Damas, în recenzia pentru PopMatters, a descris discul ca fiind „exact ca Dizzee Rascal”, adăugând: „din punct de vedere al versurilor, aici e punctul cel mai slab al lui Gwen, mai ales în partea în care repetă «This shit is bananas/B–A–N–A–N–A–S!»” de mai multe ori. Eric Greenwood de la Drawer B Media a scris că discul „este cretin și fără armonie. Aș cita versurile, dar sunt atât de proaste, încât aproape îmi pare rău pentru ea”. Nick Sylvester de la Pitchfork a insultat piesa, referindu-se la ea ca la „O imitație a formației Queen... care are la fel de mult potențial precum are un copil de 13 ani cu mustața de la lapte și identitatea tatălui său”. Revista Maxim a fost la fel de neimpresionată de compoziție, în numărul din octombrie 2005 fiind plasată pe primul loc în topul celor mai enervante piese ale tuturor timpurilor.
Serialul american Family Guy a făcut o referire la această piesă; după ce a urmărit un episod special dedicat lui Gwen Stefani pe VH1, Brian îi spune lui Louis: „Nu știu ce este o fată hollaback – știu doar că o vreau moartă”. Partea în care cânta „This shit is bananas” și apoi silabisește cuvântul „bananas” a fost parodiat într-un episod din Celebrity Deathmatch, în care Stefani silabisește cuvintele „banane”, „broccoli” și „koum-kouat”, în timpul interviului cu Tally Wong.

## Performanța în clasamente
Discul single a fost solicitat oficial la radio în America de Nord pe 5 aprilie 2005, cu toate că videoclipul fusese lansat cu două săptămâni înainte, pe 21 martie. „Hollaback Girl” a debutat în Billboard Hot 100 pe locul 82, în șase săptămâni atingând prima poziție, devenind discul single care a ajuns pe locul 1 cel mai repede în 2005 și primul single a lui Stefani care ajunge pe prima poziție în Statele Unite.  A staționat pe primul loc timp de patru săptămâni. Discul a activat timp de 31 de săptămâni în Hot 100, dintre care 29 au fost în top 50. A ieșit din clasament pe 29 octombrie 2005, la mai mult de jumătate de an de la intrarea sa în top. În clasamentul sfârșitului de an a fost al doilea cel mai de succes single, fiind întrecut de „We Belong Together”, interpretat de Mariah Carey.

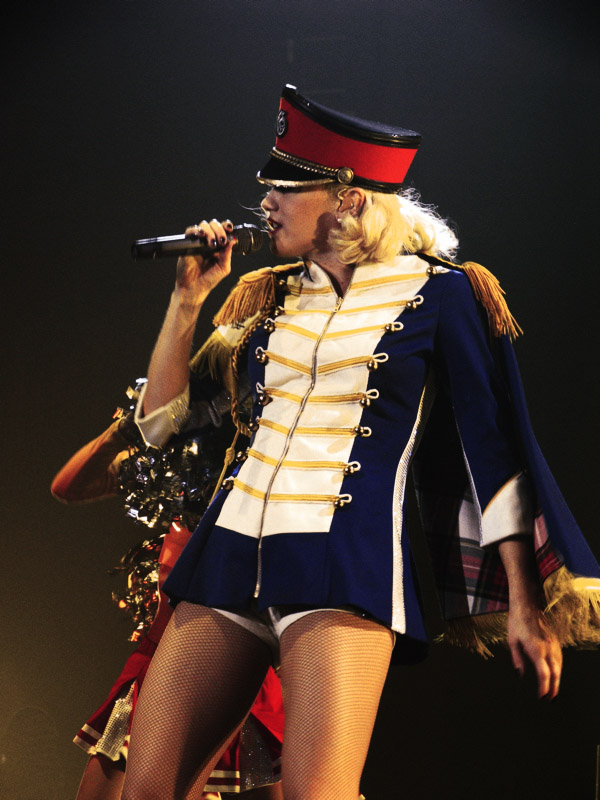
Stefani interpretând „Hollaback Girl” în turneul Harajuku Lovers.

„Hollaback Girl” a obținut cele mai multe difuzări la posturile radio din Statele Unite într-o singură săptămână, cu 9.582 de difuzări, deținând acest record timp de un an, când colaborarea Shakirei cu Wyclef Jean pentru piesa „Hips Don't Lie” l-a doborât. A stat opt săptămâni pe locul 1 în Billboard Pop 100, având succes și în cluburi, ajungând pe locul 15 în Billboard Dance Music/Club Play. Melodia a fost un succes de crossover, obținând locul 4 în Rhythmic Top 40, și locul 8 în clasamentul Hot R&B/Hip-Hop Singles & Tracks.
Discul a avut parte de un număr mare de descărcări digitale, devenind primul single care s-a vândut mai mult digital decât pe CD-uri. În octombrie 2005, „Hollaback Girl” a devenit prima descărcare digitală care s-a vândut în peste un milion de copii, atingând totalul de 1,2 milioane de descărcări; a primit discul de platină cvadruplu. Datorită numărului mare de descărcări, a ajuns pe locul 1 în topul vânzărilor digitale, fiind pe primul loc și în topul Hot Digital Songs.
„Hollaback Girl” a fost un single de succes în Canada, unde a debutat pe locul 12; însă, a coborât de pe această poziție săptămâna următoare, neputând ajunge pe un loc mai înalt. A stat în top 50 timp de șase săptămâni. Totuși, cei de la Canadian Recording Industry Association au căzut de acord că, bazat pe populația Canadei în comparație cu cea a Statelor Unite, single-ul ar fi trebuit să vândă aproximativ 120.000 de copii față de cele 25.000, semn că legea canadiană a drepturilor de autor ar trebui modificată pentru a descuraja descărcările peer-to-peer. Jurnalistul Michael Geist nu a fost de acord cu această comparație, considerând că piața muzicii on-line din Canada este încă în dezvoltare.
În restul lumii, reacția față de „Hollaback Girl” a fost în general pozitivă, cu toată că nu la fel de copleșitoare ca în America de Nord. A fost lansat în Australia pe 23 mai 2005, debutând pe locul 1, iar în Europa pe 6 iunie 2005, debutând pe locul 22 într-un final atingând locul 5. În Marea Britanie totuși, „Hollaback Girl” nu a avut un succes la fel de mare ca piesele anterioare ale lui Stefani. „What You Waiting For?” și „Rich Girl” au ajuns pe locul 4, în timp ce „Hollaback Girl” a debutat pe locul 8, unde a stat încă o săptămână. Cu toate că succesul în Marea Britanie a fost limitat, a rămas în top 40 pentru încă 11 săptămâni și a vândut mai multe exemplare ca „Rich Girl”. În restul Europei și în Asia a avut un succes asemănător, devenind un hit de top 5 în Austria, China, Germania și Irlanda, și top 10 în Elveția, Finlanda, Italia, Olanda și Suedia.

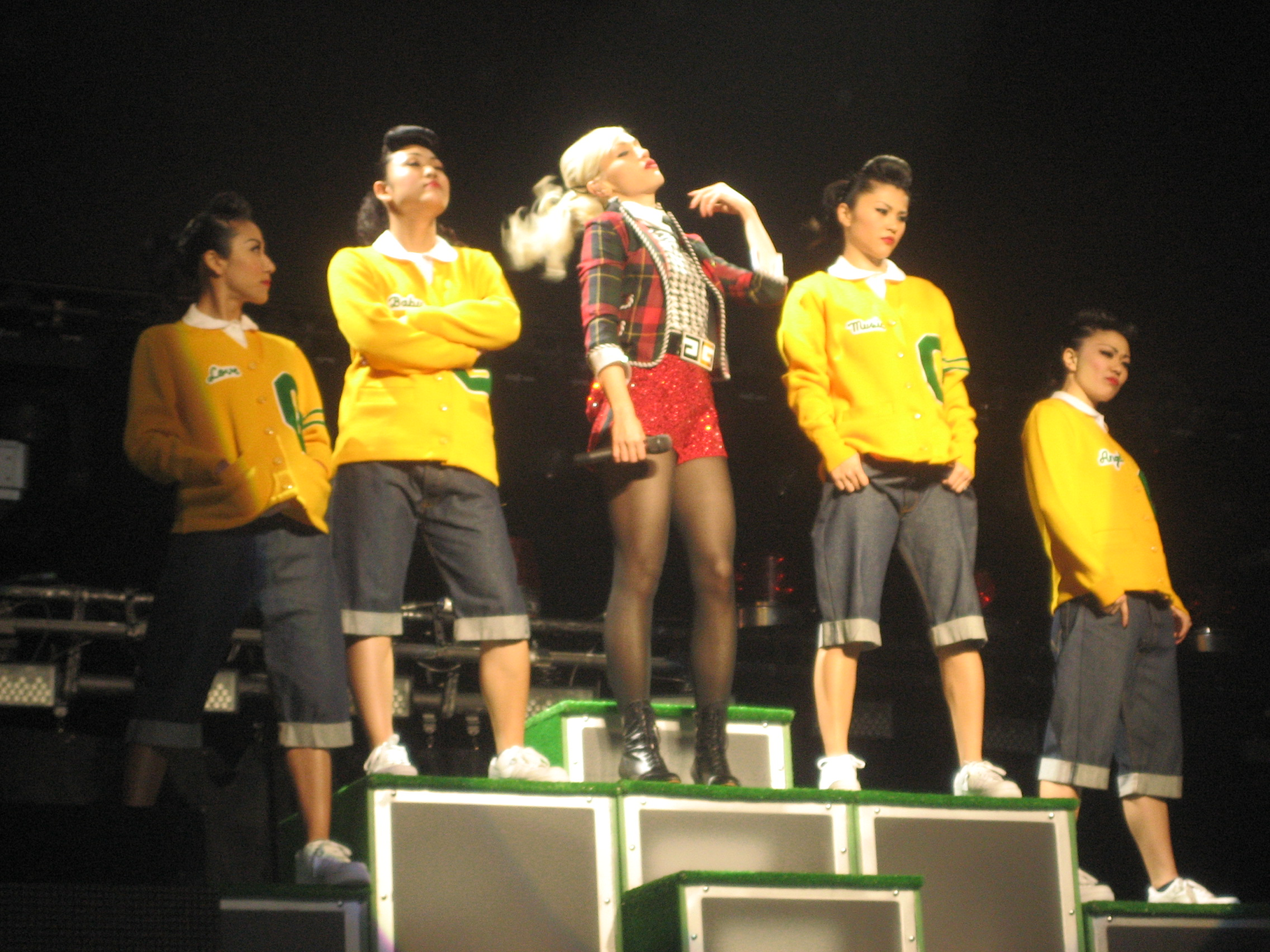
Stefani şi Harajuku Girls interpretând „Hollaback Girl” în The Sweet Escape Tour.

În Romanian Top 100, „Hollaback Girl” a debutat pe locul 89, în timp ce „Rich Girl” era în top 5, iar „What You Waiting For” în top 50. A ajuns pe locul 22 la 12 săptămâni de la debutul în clasament, fără să ocupe o poziție mai mare, devenind primul single de pe Love. Angel. Music. Baby. care ratează top 3 petrecând numai 27 de săptămâni în clasament, în comparație cu cele 33 petrecute de „What You Waiting For” și 39 de „Rich Girl”. Unul dintre motivele pentru care „Hollaback Girl” nu a avut succesul predecesoarelor este promovarea proastă de care a avut parte: primele două single-uri erau încă în top 50 când „Hollaback Girl” a debutat, iar la scurt timp noul single, „Cool”, a fost lansat, devansând piesa „Hollaback Girl”, în timp ce „Rich Girl” era încă în top 20.
Cântecul a avut un succes moderat în America Latină. A debutat pe 19 iunie 2005 pe locul 33 în Latin America Top 40, un debut mai slab în comparație cu piesele anterioare. După opt săptămâni în top, a atins poziția maximă pe locul 9. A devenit un hit de top 5 și în Argentina și Brazilia.
În clasamentul United World Chart, „Hollaback Girl” a fost cel mai de succes single al cântăreței de pe albumul Love. Angel. Music. Baby., acumulând 4.415.000 de puncte, clasându-se astfel pe locul 12 în clasamentul sfârșitului de an, dar și cel mai de succes single al ei în acest clasament până la „The Sweet Escape”.

## Videoclip

Stefani în videoclip într-un Chevrolet Impala, alături de fetele Harajuku. Imaginea de pe capota mașinii o reprezintă pe cântăreață într-una din imaginile folosite pentru a promova albumul L.A.M.B..

Videoclipul a fost regizat de Paul Hunter și filmat în Van Nuys și Reseda, California, Statele Unite.  Videoclipul o surprinde pe Stefani petrecând timpul liber cu Harajuku Girls, când apare un grup de adolescenți. Stefani și Harajuku Girls, alături de grup, pleacă într-un Chevrolet Impala din 1961 spre Liceul Birmingham, trecând pe lângă Sherman Way și Magnolia Science Academy. Stefani și grupul strică un meci de fotbal american, apoi vandalizează un supermarket aruncând cereale și alte produse pe jos. De-a lungul clipului, sunt intercalate scene în care Stefani, Harajuku Girls și un grup de majorete dansează; acele părți reprezintă imaginația cântăreței.  Stefani și Harajuku Girls sunt îmbrăcate și ele la un moment dat în uniforme de majorete, acompaniate de câteva grupuri de majorete californiene. În timpul ante-refrenului, Harajuku Girls silabisesc cuvântul „bananas” pe cartoane. Clipul se termină cu Stefani singură în sală, cu mâinile în aer.
Desenul mașinii din videoclip a fost realizat de J. Martin. Imaginea o reprezintă pe Stefani pe coperta albumului Love. Angel. Music. Baby. cu cuvântul „Hollaback Girl” scris caligrafic în jur. Mașina s-a vândut pe eBay.
Pharrell Williams, unul dintre producătorii melodiei, are o apariție cameo. Versiunea completă a cântecului a fost lansată comercial pe CD single și descărcare digitală, unele incluzând remixuri realizate de Diplo și Tony Kanal.
Videoclipul a debutat pe 21 martie 2005 și s-a dovedit a fi un succes în emisiunile cu clasamente video. A debutat în timpul emisiunii Total Request Live de pe MTV pe 31 martie pe locul 10 și a rămas în clasament 50 de zile, devenind ceea ce Rolling Stone numește „o producție TRL”. Clipul a ajuns pe locul 1 și a fost retras când era pe locul 4, devenind primul ei clip retras din clasament. De asemenea, a atins prima poziție în emisiunea Countdown a canalului MuchMusic la trei luni de la debut, păstrându-și poziția timp de două săptămâni. VH1 a clasat melodia pe locul 5 în clasamentul Top 40 videoclipuri din 2005, iar la MTV Video Music Awards din 2005 videoclipul a primit patru nominalizări, însă a câștigat doar premiul pentru „Cea mai bună coreografie”.  Stefani nu a participat la MTV VMA 2006, apărând zvonuri că protesta în fața puținelor nominalizări din anul precedent, multiplele pierderi în fața lui Kelly Clarkson și datorită faptului că nu fusese invitată să cânte.  Stefani a negat zvonurile, spunând că „singurul motiv pentru care nu merg la MTV VMA este pentru că voi petrece timpul cu familia”.

## Formate
- Maxi single

1. „Hollaback Girl” (Album Version) – 3:20
2. „Hollaback Girl” (Diplo's Hollatronic Remix) – 2:17
3. „Hollaback Girl” (Instrumental) – 3:20
4. „Hollaback Girl” (CD-ROM music video)

- CD Single

1. „Hollaback Girl” (Clean Version) – 3:20
2. „Hollaback Girl” (Diplo's Hollatronic Remix) – 2:17

Diplo a creat un remix pentru piesă după ce M.I.A. a refuzat oferta de a produce unul. Fostul iubit și coleg de formație a lui Stefani, Tony Kanal, a produs un remix intitulat „Dancehollaback Remix”. Pe remix, a fost inclus cântărețul reggae Elan Atias, al cărui album de debut fusese produs de Kanal; a fost lansat pe iTunes și a fost inclus pe CD-ul single al piesei „Cool” și pe un CD cu remixuri ale cântecelor de pe Love. Angel. Music. Baby. Stefani a colaborat cu Atias pentru albumul său de debut, înregistrând o piesă cu acesta.

## Personal
- Vocal:  Gwen Stefani
- Mixaj audio:  Phil Tan
- Inginer de înregistrări:  Andrew Coleman
- Asistent inginer de înregistrări:  Jason Finkel
- Producători: The Neptunes
- Înregistrat în New York City, New York, Statele Unite.

## Clasamente
| Clasament (2005)         | Poziția maximă |
| ------------------------ | -------------- |
| Argentina Singles Chart  | 2              |
| Australian Singles Chart | 1              |
| Austrian Singles Chart   | 5              |
| Brazilian Singles Chart  | 4              |
| Canadian Singles Chart   | 12             |
| Chinese Singles Chart    | 4              |
| Chile Top 100            | 8              |
| Euro 200 Singles Chart   | 6              |
| European Top 100 Singles | 5              |
| Finland Singles Chart    | 8              |
| French Singles Chart     | 17             |
| German Singles Chart     | 3              |
| Greek Singles Chart      | 14             |
| Irish Singles Chart      | 4              |
| Italian Singles Chart    | 6              |

| Clasament (2005)                         | Poziția maximă |
| ---------------------------------------- | -------------- |
| Latin America Singles Chart              | 9              |
| New Zealand Singles Chart                | 3              |
| Norwegian Singles Chart                  | 6              |
| Romanian Top 100                         | 22             |
| South African Singles Chart              | 1              |
| Swedish Singles Chart                    | 7              |
| Swiss Singles Chart                      | 6              |
| UK Singles Chart                         | 8              |
| U.S. Billboard Hot 100                   | 1              |
| U.S. Billboard Pop 100                   | 1              |
| U.S. Billboard Top 40 Mainstream         | 1              |
| U.S. Billboard Rhythmic Top 40           | 4              |
| U.S. Billboard Hot R&B/Hip-Hop Songs     | 8              |
| U.S. Billboard Hot Dance Music/Club Play | 15             |
| U.S. Billboard Adult Top 40              | 18             |
| United World Chart                       | 3              |